# REACH
REACH, der står for Registration, Evaluation, Authorisation and Restriction of Chemical substances er navnet på en forordning (EF nr. 1907/2006) fra Europa-Kommissionen der har til formål at sikre, at de 100.000 forskellige typer kemikalier, der bruges i EU, er dokumenteret med hensyn til sikkerhed for mennesker og miljø. Forslaget har betydning for alle kemikalier, der produceres, importeres eller anvendes på en mængde af min. 1 ton årligt af en virksomhed i et EU-medlemsland. For en række af de mest sundheds- og miljøfarlige kemikalier forpligtes virksomhederne til at bruge et mindre farligt kemikalie, hvis det er muligt.
Formålet med REACH er at sikre konkurrencedygtighed for EU’s kemiske industri, herunder at sikre beskyttelse af mennesker og miljø, vende bevisbyrden fra myndigheder til
industri, indhente data/information om miljø og sundhed, fastlægge sikkerhed, beslutte foranstaltninger til begrænsning af risici samt at begrænse dyreforsøg.
Forslaget, der var længe undervejs, blev vedtaget af Europa-Parlamentet den 13. december 2006, og godkendt af Ministerrådet den 18. december 2006. REACH trådte i kraft den 1. juni 2007 og skønnes at koste €5 milliarder frem til 2019.

## Sikkerhedsdatablade
Artikel 31 i REACH forordningen beskriver de nærmere omstændigheder vedrørende kravet til sikkerhedsdatablade. Bilag II i forordningen angiver de nærmere specifikationer. Sikkerhedsdatabladets formål er at informere arbejdstager og -giver om de farer, der er forbundet med brugen af stoffer og blandinger (produkter).
De tydeligeste ændringer fra den tidligere lovgivning er ombytningen af punkt 2 og 3. Punkt 2 angiver nu de overordnede farer ved produktet (fareidentifikation). Punkt 3 angiver listen over de klassifikationspligtige stoffer produktet indeholder (sammensætning af/oplysning om indholdsstoffer).

## Hvem vedrører REACH
Det er ikke blot producenten af kemikaliske medier der hører under REACH-forordningen, men også importører, forhandlere og virksomheder, såvel som erhvervsmæssige og industrielles brugere af kemikalier er under REACH-forordningen. Ved REACH har den berørte forskellige pligter de skal opfylde, afhængig af deres rolle i processen.Foruden registranten er efterfølgende brugere af de farlige medier og kemikalier også forpligtet under REACH.
REACH vedrører ikke privat personer.